# 严接
严接，广东开平人，是一名清朝政治人物。
严接曾于1729年接替朱尔介任宝山县知县一职，1729年由褚菊书接任。